# Антоніо Поллайоло
Антоніо дель Поллайоло (італ. Antonio del Pollaiolo) (1433, Флоренція — 1498, Рим) —  флорентійський живописець, скульптор, ювелір і  гравер. Представник флорентійської школи пізнього кватроченто. Брат П'єро дель Поллайоло.
Почав свою творчу діяльність як ювелір. Після 1475 він присвятив себе скульптурі.
Зазнав впливу Донателло і Андреа дель Кастаньо. У живописі помітне прагнення до точної передачі пластичних форм. Це може бути проілюстровано на прикладі картин «Аполлон і Дафна», очевидно, написаної до 1470, і "Мучеництво св. Себастьяна "(бл. 1475, обидві — Лондонська Національна галерея).
У картині "Мучеництво св. Себастьяна "на середньому плані вміщено зображення барельєфів з античної тріумфальної арки. Картина «Геракл і Антей» (1465, Флоренція, галерея Уффіці) і створена ним бронзова статуетка з Барджелло (1475–1480) мають загальний сюжет.
С 1477 разом з братом П'єро займається виготовленням срібних рельєфів для вівтаря флорентійського  баптистерію. В 1484 вони отримали кілька замовлень на створення надгробків для римських пап.

## Галерея

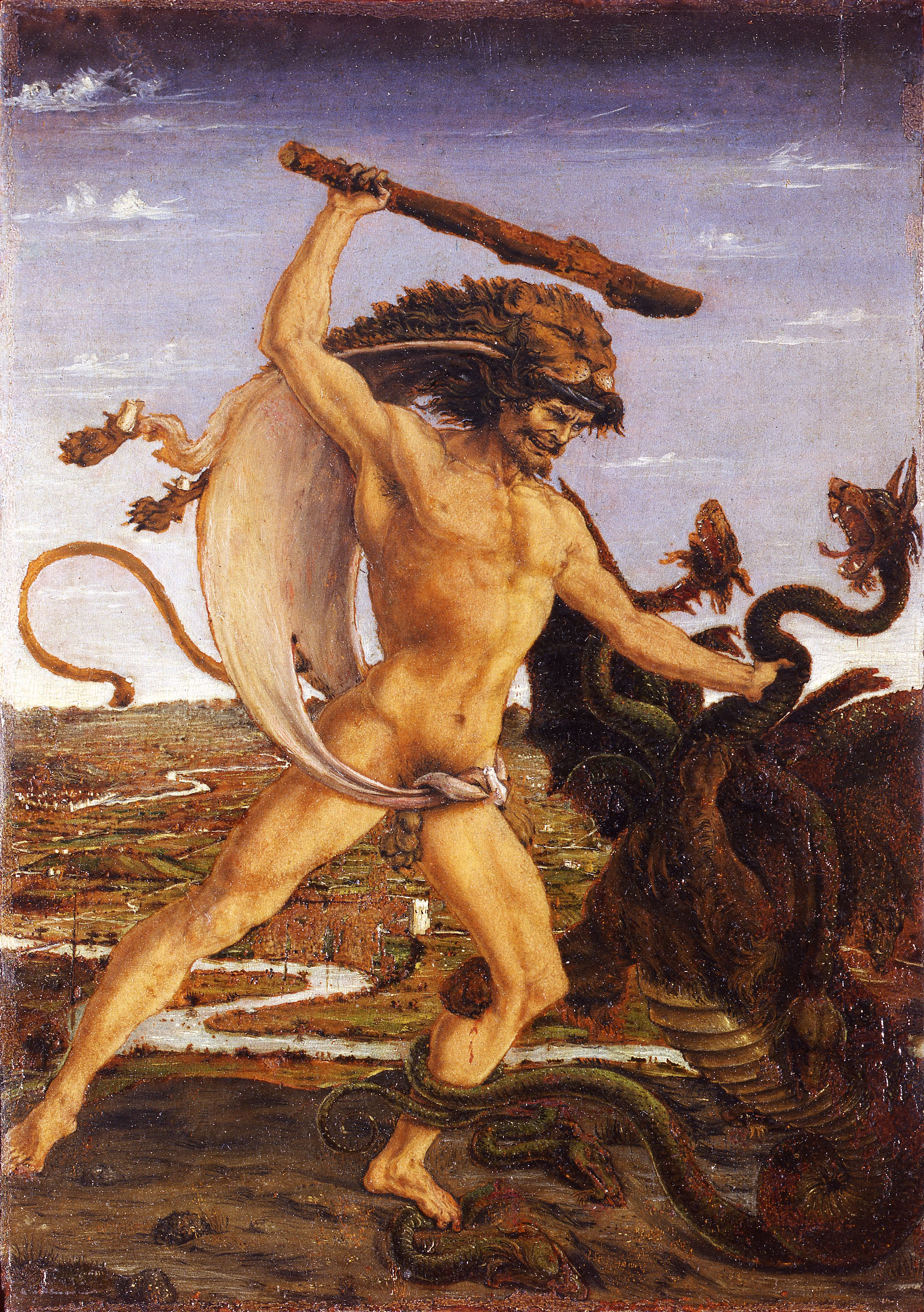
Геракл і  гідра
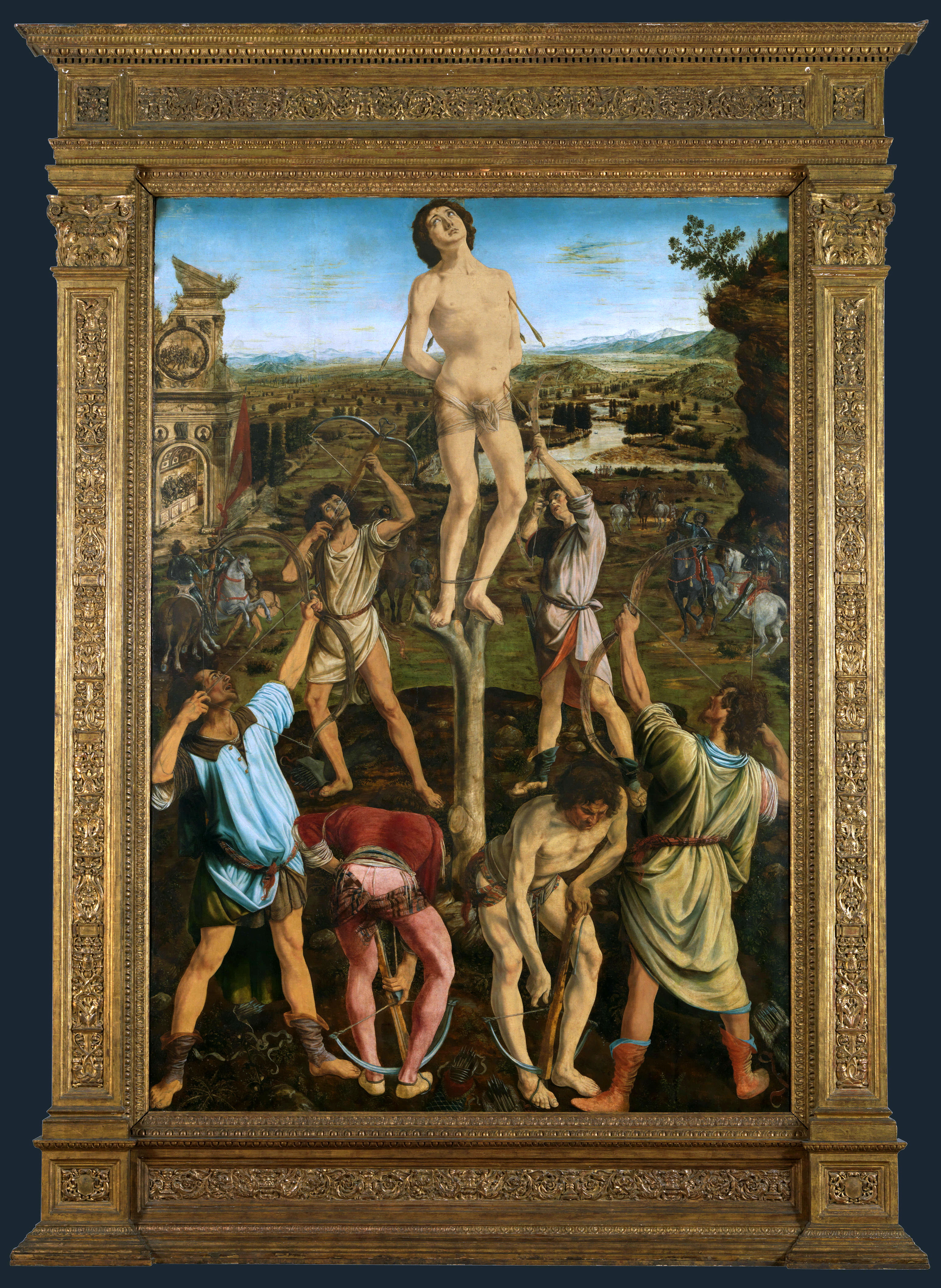
Мучеництво св. Себастіана. 1473–1475.  Національна галерея, Лондон
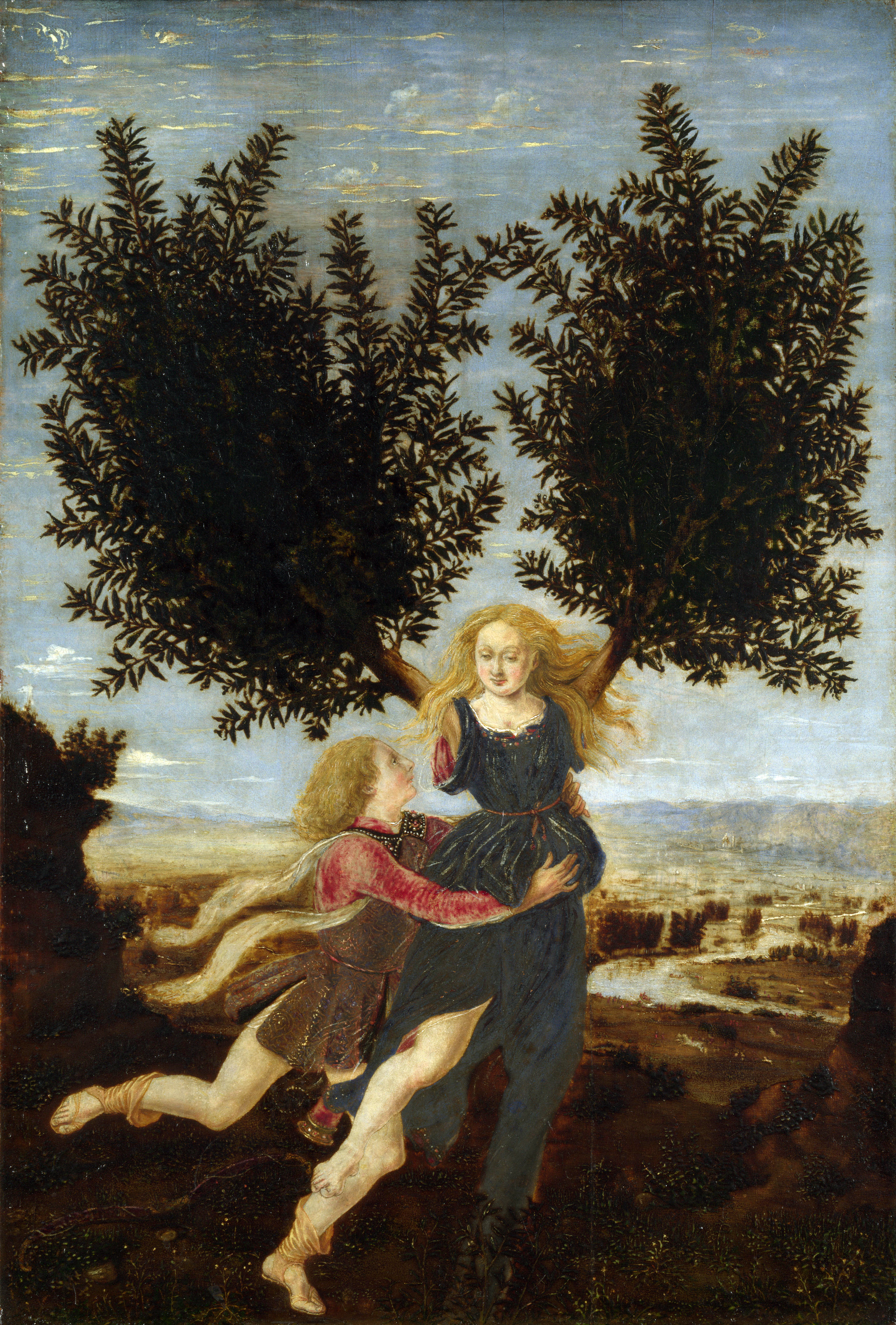
Аполлон і Дафна, до 1470.  Національна галерея, Лондон
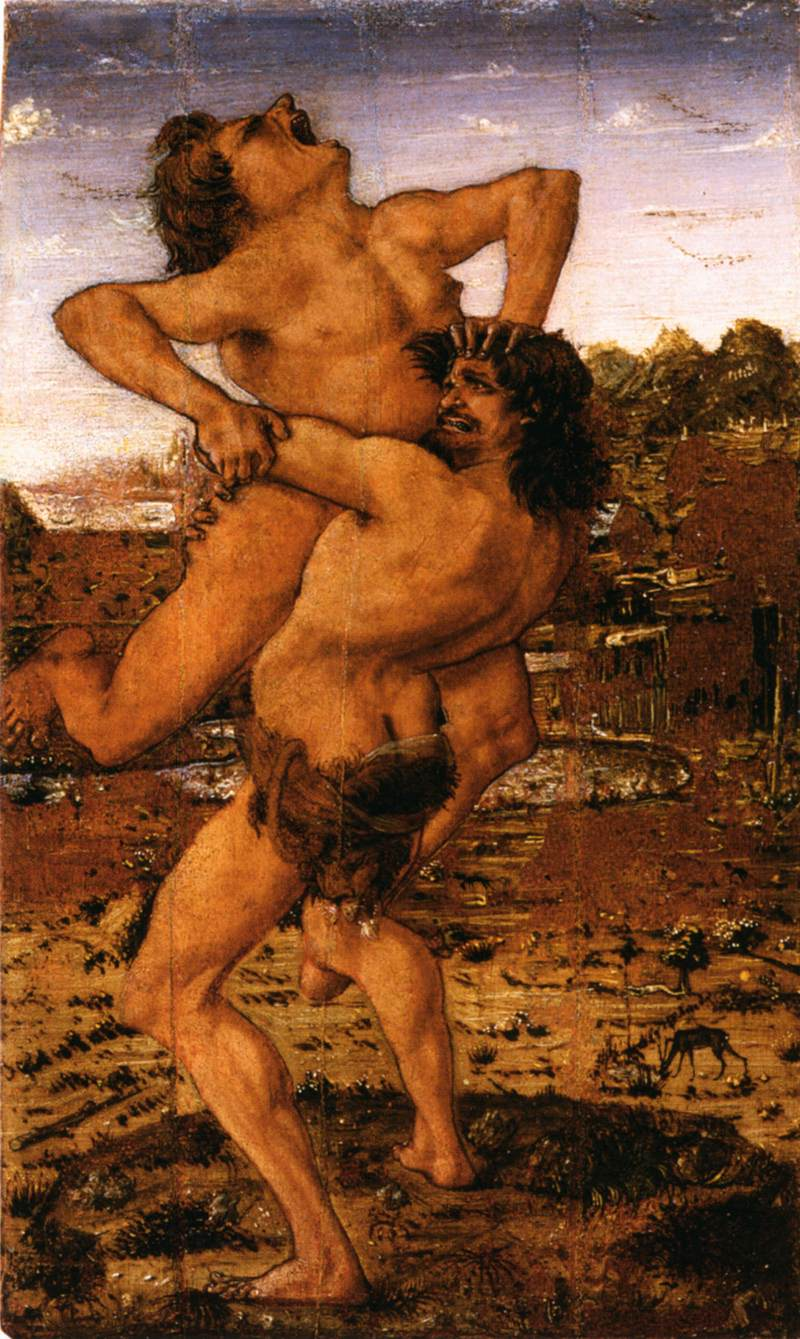
Геркулес
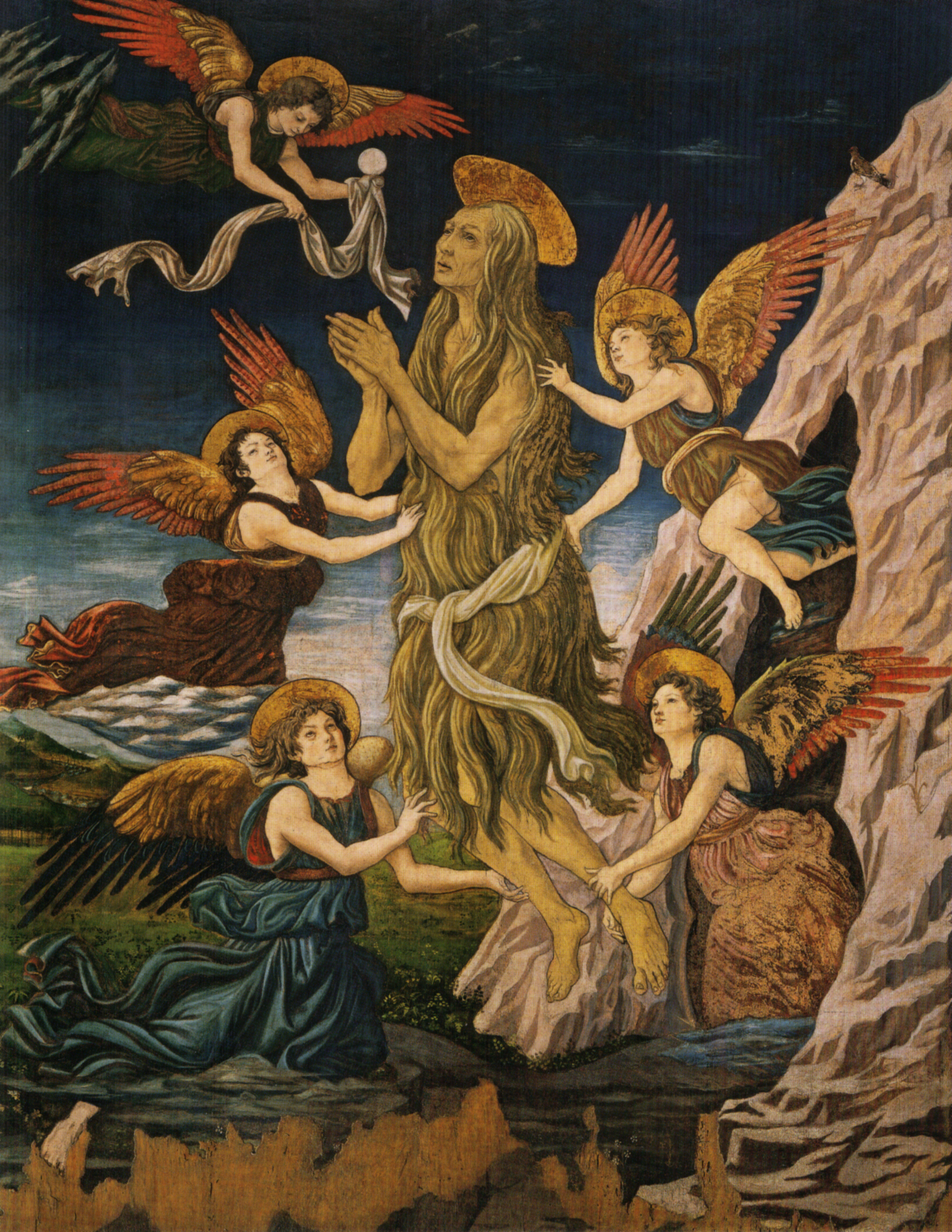